# Ljus hedmyra
Ljus hedmyra (Formica suecica) är en myrart som beskrevs av Adlerz 1902. Ljus hedmyra ingår i släktet Formica och familjen myror. Enligt den finländska rödlistan är arten nära hotad i Finland. Arten är reproducerande i Sverige. Artens livsmiljö är torra och karga moar. Inga underarter finns listade i Catalogue of Life.